# Alice et le Robot
Alice et le Robot (titre original : The Crooked Banister, littéralement : La Rampe d'escalier courbe) est le quarante-huitième roman de la série américaine Alice (Nancy Drew en VO) écrit par Caroline Quine, nom de plume collectif de plusieurs auteurs. L'auteur de ce roman est Harriet Adams.
Aux États-Unis, le roman a été publié pour la première fois en 1971 par Grosset & Dunlap, New York. En France, il est paru pour la première fois en 1974 chez Hachette Jeunesse dans la collection « Bibliothèque verte ». Il n'a plus été réédité en France depuis 1998. 

## Résumé
Remarque : le résumé est basé sur les éditions cartonnées non abrégées parues de 1974 à 1998 en langue française.
Les clients de l'avoué James Roy, le père d'Alice, ont été victimes d'un escroc du nom de Robert Banister. Avec sa fille, l'avoué se rend dans le bourg de Seyton Hill où vit le malfaiteur, libéré sous caution, dans la demeure extravagante qu'il a construit et qui ressemble à un château-fort. 
Ils sont accueillis par la sœur de l'escroc, Mme Carrier, une honnête femme qu’affligent les agissements de son frère. Elle les informe que Robert lui a laissé une lettre dans laquelle il annonce qu'il a définitivement quitté la région. Si tel est le cas, pourquoi l'eau des fossés s'enflamme-t-elle la nuit ? Et pourquoi le pont-levis apparaît-il et disparaît-il sans cesse ? Alice est bien décidée à forcer le secret du château…

## Personnages

### Personnages récurrents
- Alice Roy, dix-huit ans, détective amateur blonde, fille de James Roy, orpheline de mère.
- James Roy, avoué[3] de renom, père d'Alice Roy, veuf.
- Bess Taylor, jeune fille blonde et rondelette, une des meilleures amies d'Alice.
- Marion Webb, jeune fille brune et sportive, cousine germaine de Bess Taylor et une des meilleures amies d'Alice.
- Ned Nickerson, jeune homme brun et athlétique, ami et chevalier servant d'Alice, étudiant à l'université d'Emerson.
- Bess Taylor, jeune fille blonde et rondelette, une des meilleures amies d'Alice.
- Marion Webb, jeune fille brune et sportive, cousine germaine de Bess Taylor et une des meilleures amies d'Alice.
- Sarah, la fidèle gouvernante des Roy, qui a élevé Alice à la mort de sa mère.

### Personnages spécifiques à ce roman
- Mme et M. Melwyn, clients de James Roy.
- Robert Banister (qui se fait appeler Georges Ryder), un escroc.
- Mme Carrier, sœur de Robert Banister.
- Thomas Banister, frère de Robert Banister et de Mme Carrier.
- Ronald Muir, un escroc.

## Éditions françaises
Note : Toutes les éditions ont paru aux éditions Hachette.
- 1974 : Alice et le Robot — coll. « Bibliothèque verte », cartonné (français, version originale). Traduction d'Anne Joba. Illustré par Albert Chazelle. 20 chapitres. 183 pages.
- 1984 : Alice et le Robot — coll. « Masque jeunesse » no 18, souple (français, version originale). Traduction d'Anne Joba. Illustré par Philippe Daure.
- 1988 : Alice et le Robot — coll. « Bibliothèque verte » no 456, souple (français, version originale). Traduction d'Anne Joba. Même couverture de Philippe Daure.
- 1989 : Alice et le Robot — coll. « Bibliothèque verte » no 464, souple (français, version originale). Illustré par Philippe Daure.
- 1998 : Alice et le Robot — coll. « Bibliothèque verte » no 464, souple (français, version originale). Nouvelle couverture de Philippe Daure.